# Heteronyx caledoniae
Heteronyx caledoniae är en skalbaggsart som beskrevs av Fauvel 1903. Heteronyx caledoniae ingår i släktet Heteronyx och familjen Melolonthidae. Inga underarter finns listade i Catalogue of Life.